# Modrzak
Modrzak (niem. Blauberg, 535 m n.p.m.) – szczyt w Karkonoszach, w obrębie Kowarskiego Grzbietu.
Jest najdalej na północ położonym wzniesieniem Kowarskiego Grzbietu. Leży pomiędzy Krzaczyną a Kowarami.
Zbudowany ze skał metamorficznych wschodniej osłony granitu karkonoskiego – głównie gnejsów.
Szczyt jest zalesiony.